# Roger Soubie
Pour les articles homonymes, voir Soubie.
Roger Soubie (né le 14 juin 1898 à Cambrai et mort le 10 mars 1984 à Saint-Gaudens) est un dessinateur affichiste français. Il a créé près de 2 000 affiches de cinéma :  il est, avec Constantin Belinsky, Boris Grinsson, Jean Mascii, René Ferracci, Clément Hurel et Michel Landi, l'un des plus prolifiques créateurs d'affiches de cinéma en France de la deuxième moitié du XXe siècle.

## Carrière
Il débute en dessinant des affiches de publicité pour des compagnies de transport ferroviaire, des constructeurs automobiles (Panhard Levassor), le tourisme (Dijon, Vichy, Chamonix, Granville, Sports d'hiver). Il compose aussi des couvertures de magazine (Omnia, Science et Vie). 
Après-guerre, il s'installe à Granville et mélangeait sa gouache dans des coquilles Saint-Jacques. En 1951, il signe une affiche pour le carnaval de Granville. Il vit et travaille à Fontenay-le-Vicomte de 1958 jusqu’à 1968. Ensuite, il prendra sa retraite à Saint-Gaudens.

## Œuvres principales
- 1930 : Monte-Carlo, d'Ernst Lubitsch
- 1931 : Marius, réalisé par Alexander Korda
- 1933 : L'Aigle et le Vautour, de Stuart Walker
- 1934 : Dans ses bras, de Sam Wood
- 1935 :
  - La Clé de verre, de Frank Tuttle
  - La Femme et le Pantin, de Joseph von Sternberg
  - Les Trois Lanciers du Bengale, d'Henry Hathaway
- 1936 :
  - Nick, gentleman détective, de W.S. Van Dyke
  - San Francisco, réalisé par W. S. Van Dyke
- 1937 : 
  - Une aventure de Buffalo Bill, de Cecil B. DeMille
  - La Citadelle du silence, de Marcel L'Herbier
  - Le Dernier Gangster, de Edward Ludwig
  - La Fin de Mme Cheyney, de Richard Boleslawski
- 1938 : Ceux de demain de Georges Pallu et Adelqui Millar
- 1939 : Autant en emporte le vent, de Victor Fleming

### Années 1940
- 1940 : Susannah, de William A. Seiter et Walter Lang
- 1941 : Docteur Jekyll and M. Hyde, de Victor Fleming
- 1944 : 
  - Espions sur la Tamise, de Fritz Lang
  - Assurance sur la mort, de Billy Wilder
- 1945 : Les Sacrifiés, de John Ford
- 1946 :
  - Le bonheur est pour demain, d'Irving Pichel
  - Les Cinq Secrets du désert, de Billy Wilder
  - Le Dahlia bleu, de George Marshall
  - L'Emprise du crime, de Lewis Milestone, produit par Hal Wallis
  - Les Enchaînés, d'Alfred Hitchcock
  - Les Nuits ensorcelées, de Mitchell Leisen
  - Tueurs à gages, de Frank Tuttle
- 1947 :
  - La Duchesse des bas-fonds, de Mitchell Leisen
  - Le Carrefour de la mort, de Henry Hathaway
  - Le Maître de la prairie, d'Elia Kazan
  - L'Odyssée du docteur Wassell, de Cecil B. DeMille
  - Prisonniers du passé, de Mervyn LeRoy
  - Révolte à bord, de John Farrow
- 1948 :
  - Bonne à tout faire, de Walter Lang
  - Broadway qui danse, de Norman Taurog
  - Le Charlatan, de Edmund Goulding
  - La Corde, d'Alfred Hitchcock
  - Les Trois Mousquetaires, de George Sidney
- 1949 :
  - Les Amants du Capricorne, d'Alfred Hitchcock
  - La Charge héroïque, de John Ford
  - L'Héritière, de William Wyler
  - L'Héroïque Monsieur Boniface, de Maurice Labro

### Années 1950
- 1950 :
  - Amour et Compagnie, de Gilles Grangier
  - Boulevard du crépuscule, de Billy Wilder
  - La Chevauchée de l'honneur, de Leslie Fenton
  - Les Marins de l'Orgueilleux, de Henry Hathaway
  - Quand la ville dort, de John Huston
  - La Rue de traverse, de William Dieterle
  - Les Sœurs casse-cou, de Henry Koster
  - Treize à la douzaine, de Walter Lang
- 1951 :
  - Un Américain à Paris, de Vincente Minnelli
  - Le Choc des mondes, de Rudolph Maté
  - La Flèche brisée, de Delmer Daves
- 1952 :
  - Bas les masques, de Richard Brooks
  - Capitaine sans loi, de Clarence Brown
  - L'Énigme du Chicago Express, de Richard Fleischer
  - Groenland : vingt mille lieues sur les glaces, documentaire de Marcel Ichac et Jean-Jacques Languepin
  - Ivanhoé, de Richard Thorpe
  - Viva Zapata !, de Elia Kazan
  - Le Vol du secret de l'atome, de Jerry Hopper
- 1953 :
  - L'Appât, d'Anthony Mann
  - L'Ange des maudits, de Fritz Lang
  - Fort Bravo, de John Sturges
  - La Guerre des mondes, de Byron Haskin
  - Jules César, de Joseph Mankiewicz
  - Le Sorcier du Rio Grande, de Charles Marquis Warren
  - Vacances romaines, de William Wyler
- 1954 : 
  - L'Égyptien, de Michael Curtiz
  - Les Gladiateurs, de Delmer Daves
  - Fenêtre sur cour, d'Alfred Hitchcock
  - Rivière sans retour, réalisé par Otto Preminger
  - Sabrina, de Billy Wilder
  - Les Sept Femmes de Barbe-Rousse, de Stanley Donen
  - La Tunique, de Henry Koster
- 1955 : 
  - Artistes et modèles, de Frank Tashlin
  - Les Contrebandiers de Moonfleet, de Fritz Lang
  - Le Cri de la victoire, de Raoul Walsh
  - Les Gens de la nuit, de Nunnally Johnson
  - Un missionnaire, de Maurice Cloche
- 1956 :
  - La Croisée des destins, de George Cukor
  - Les Dix Commandements, de Cecil B. de Mille
  - L'Invraisemblable Vérité, de Fritz Lang
  - La Loi du Seigneur, de William Wyler
  - L'Or et l'Amour, de Jacques Tourneur
  - Planète interdite, de Fred McLeod Wilcox
  - La première balle tue, de Russell Rouse
- 1957 : 
  - Le Rock du bagne, de Richard Thorpe
  - Il était un petit navire, de Charles Frend
- 1958 : Le Général casse-cou, de George Marshall
- 1959 : 
  - Ben-Hur, de William Wyler
  - Le Chien des Baskerville, de Terence Fisher
  - Le Dernier Train de Gun Hill, de John Sturges
  - La Maison des sept faucons, de Richard Thorpe
  - La Mort aux trousses, d'Alfred Hitchcock
  - La Nuit de tous les mystères, de William Castle
  - Un trou dans la tête, de Frank Capra

### Années 1960
- 1960 : 
  - La Machine à explorer le temps, de George Pal
  - La Ruée vers l'Ouest, réalisé par Anthony Mann et Charles Walters
  - Alamo, de John Wayne
  - La Vénus au vison, de Daniel Mann
  - Le Village des damnés, de Wolf Rilla
- 1961 : 
  - Les Désaxés de John Huston
  - Sous le ciel bleu de Hawaï, de Norman Taurog
  - X15, de Richard Donner
- 1962 : 
  - Lolita de Stanley Kubrick
  - Les Quatre Cavaliers de l'Apocalypse réalisé par Vincente Minnelli
  - Les Révoltés du Bounty de Lewis Milestone
  - Coups de feu dans la Sierra, de Sam Peckinpah
  - Hatari !, de Howard Hawks
- 1963 :
  - Les Camarades, de Mario Monicelli
  - Un dimanche à New York, de Peter Tewksbury
  - Flipper, de James B. Clark
  - Le Jour et l'Heure, de René Clément
  - La Maison du diable réalisé par Robert Wise
  - Mélodie en sous-sol, de Henri Verneuil
  - Le Plus Sauvage d'entre tous, de Martin Ritt
  - Les Ranchers du Wyoming, de Tay Garnett
- 1964 :
  - L'Amour en quatrième vitesse, de George Sidney
  - Les Félins, de René Clément
  - Zoulou, de Cyril R. Endfield
- 1965 : 
  - Ligne rouge 7000, de Howard Hawks
  - Aux postes de combat, de James B. Harris
- 1966 : Alvarez Kelly, de Edward Dmytryk